# Lepturinae
I Lepturinae Latreille, 1802, sono una sottofamiglia di coleotteri cerambicidi diffusa in tutto il mondo con poco più di un migliaio di specie.

## Morfologia

### Adulto
I Lepturinae sono generalmente contraddistinti da dimensioni relativamente medie o piccole, aspetto allungato, capo prognato spesso prolungato in rostro, area stridulatoria divisa (tranne i gruppi più evoluti), zampe allungate (soprattutto le posteriori), anche anteriori talvolta coniche.

Le antenne sono generalmente corte, tranne che nei generi più primitivi (Xylosteini, Stenocorus, Oxymirus).

Le ali posteriori presentano una cella nella regione anale che scompare nei gruppi più evoluti (Dorcasomini, Holopterini, Necydalini).

### Larva

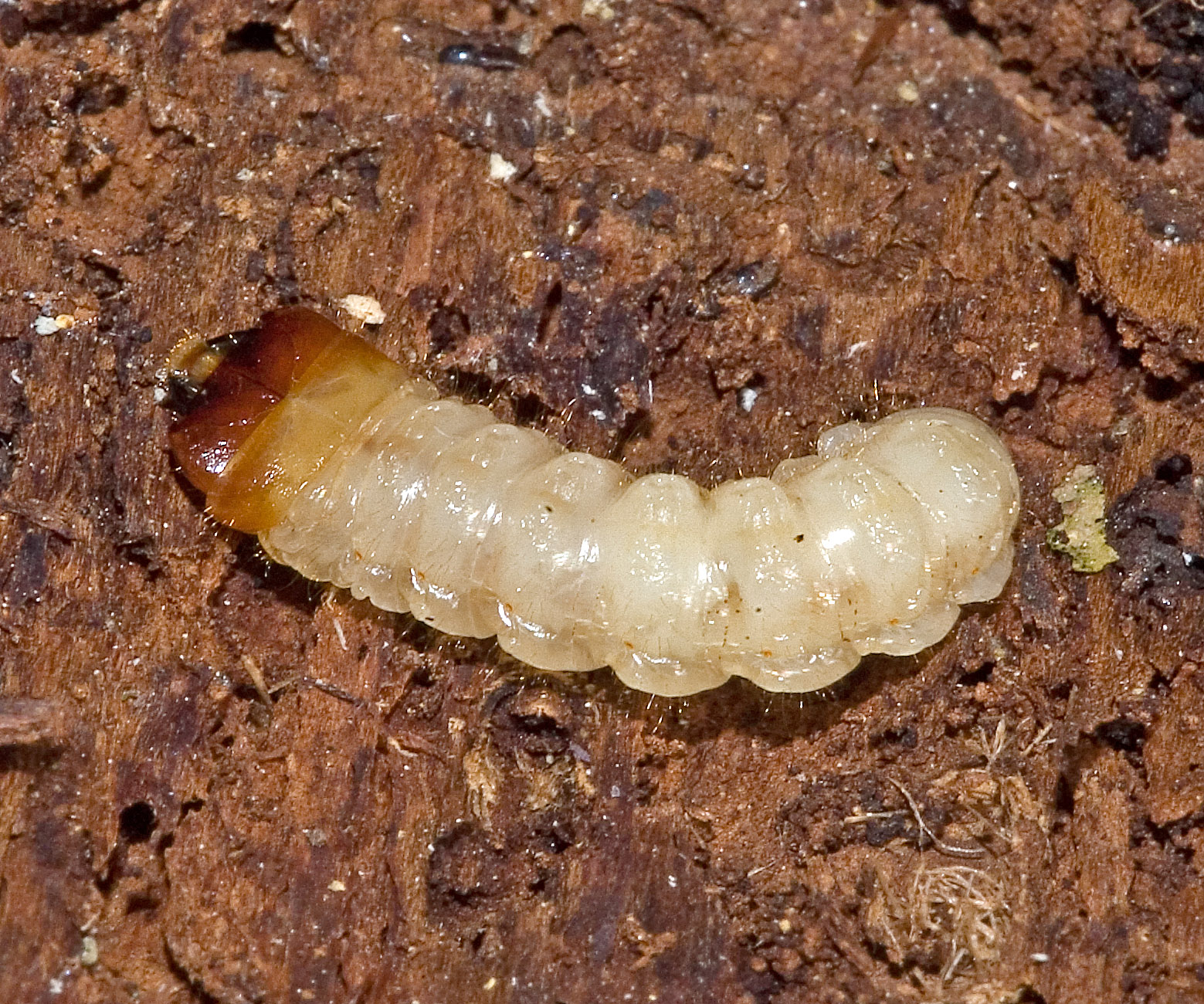
Larva di Rhagium inquisitor (Linnaeus, 1758)

Le larve, quasi sempre dotate di zampe più o meno sviluppate, sono caratterizzate da capo largo, diviso in due dall'area di inserzione muscolare e labbro superiore largo .

I gruppi più primitivi (Xylosteini, Rhagiini), possiedono generalmente uno o due spine sull'ultimo segmento addominale, che indicano la loro  parentela con gli Spondylidinae. Tuttavia il genere Rhagium ha sia larve con tale caratteristica (sottogenere Megarhagium e Hagrium), che larve prive di spine (sottogenere Rhagium).

## Biologia

### Adulto

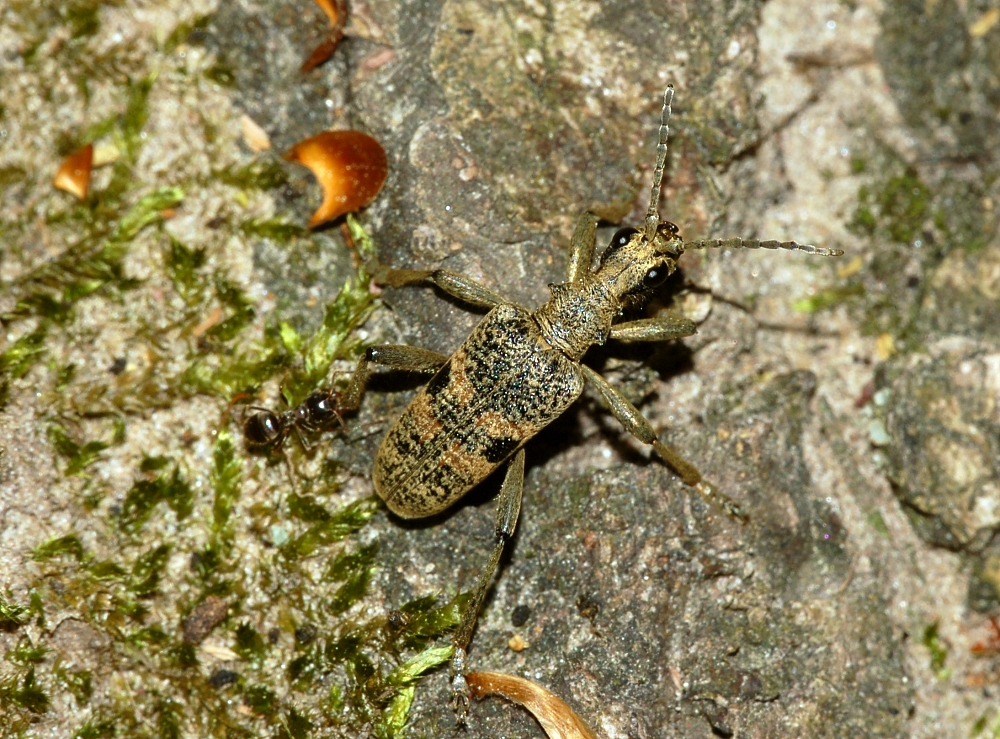
Rhagium mordax (DeGeer, 1775)

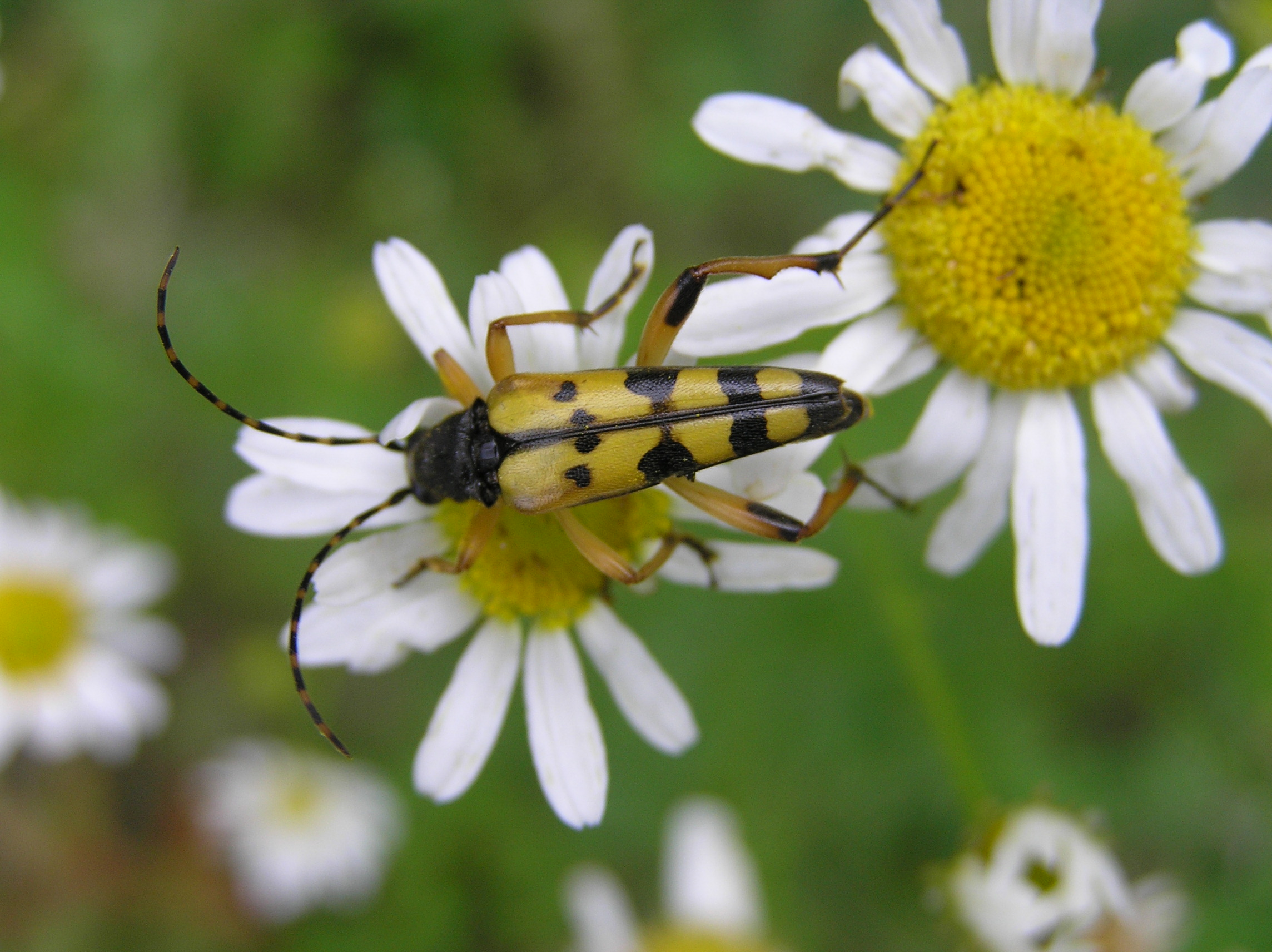
Leptura maculata Poda, 1761 ♂

I Lepturinae comprendono sia forma notturne che diurne.

Le tribù più primitive (Xylosteini) sono costituite da specie notturne ed arboricole. Tale caratteristica si è mantenuta anche in molti Lepturinae dell'Africa australe che sono stati raggruppati nella tribù Dorcasomini.
I Rhagiini, i Lepturini, i Desmocerini e i Necydalini sono invece tutti diurni.

I Rhagiini più primitivi (Stenocorus, Oxymirus, Rhagium, Rhamnusium, etc.) sono arboricoli e solo raramente si possono trovare sui fiori.
Queste specie sono spesso dotate di colorazioni poco appariscenti su toni  di bruno che le confondono con l'ambiente circostante. Si tratta di mimetismo criptico.

Alcuni Rhagiini più evoluti (Brachyta, Gaurotes, Pidonia) sono invece floricoli. Il genere Pachyta (Rhagiini) comprende sia specie arboricole che floricole.

I Lepturini (che si sono evoluti dai Rhagiini) sono invece quasi tutti floricoli, tranne qualche specie più primitiva del genere Stictoleptura.

Queste specie presentano spesso colorazioni aposematiche su toni contrastanti di rosso-nero o giallo-nero (analogo a quelle dei Cerambycinae Trachyderini e Clytini) con funzione di avvertimento per i possibili predatori. Tuttavia, poiché si tratta di specie innocue, tale colorazione appartiene al mimetismo batesiano.

### Larva
Le larve dei Lepturinae attaccano generalmente latifoglie e conifere, nutrendosi del legno marcio sia del tronco che dell'apparato radicale.

Alcuni generi (Dinoptera, Pidonia, Cortodera, alcuni Dorcasomini) vivono nel suolo nutrendosi di radici ed hanno evoluto zampe sviluppate e corpo pigmentato.

## Sistematica
Poiché si tratta del gruppo più primitivo all'interno dei cerambicidi, con evidenti affinità con altre famiglie dei Cerambycoidea e coi Chrysomeloidea, la posizione  sistematica di alcune tribù è stata oggetto di controversie che hanno portato a dividerle o a riunirle al complesso dei Lepturinae.
I Lepturinae sono stati divisi in nove tribù:
- Desmocerini Blanchard, 1845
- Encyclopini Le Conte, 1873
- Lepturini Latreille, 1804
- Oxymirini Danilevsky, 1997
- Rhagiini Kirby, 1837
- Rhamnusiini Sama, 2009
- Teledapini Pascoe, 1871
- Sachalinobiini Danilevsky, 2010
- Xylosteini Reitter, 1913

Le tribù Dorcasomini e Necydalini, in passato incluse nei Lepturinae, sono attualmente considerate come sottofamiglie a sé stanti (rispettivamente Dorcasominae e Necydalinae), mentre le tribù Eroschemini e Holopterini sono inquadrate nella sottofamiglia Cerambycinae.